# Liste de jeux Xbox 360
La liste de jeux Xbox 360 répertorie les jeux vidéo disponible sur la console Xbox 360, toutes régions confondue. Elle n'inclut pas la liste de jeux Xbox compatibles avec la Xbox 360.
Remarques:
- Certains des jeux nommés ci-dessous sont encore en développement et peuvent donc changer de nom ou être annulés.
- Par souci de cohérence avec le reste de Wikipédia en français, il est utile de mettre les appellations françaises si le jeu possède un titre francophone.

Légende :
- (XBLA) = indique que le jeu est sorti sur le Xbox Live Arcade
- (XBLIG) = indique que le jeu est sorti sur le Xbox Live Indie Games

- Haut – A
- B
- C
- D
- E
- F
- G
- H
- I
- J
- K
- L
- M
- N
- O
- P
- Q
- R
- S
- T
- U
- V
- W
- X
- Y
- Z

## 0-9
- 0 Day Attack on Earth (XBLA)
- 0 Gravity Y3030 (XBLIG)
- 007 Legends
- 007: Quantum of Solace
- 1 contre 100 (2009) (XBLA)
- 10 Seconds or Less (XBLIG)
- 11eyes CrossOver
- 1942 (XBLA)
- 1942: Joint Strike (XBLA)
- 1943: The Battle of Midway (XBLA)
- 3D Ultra Minigolf (XBLA)
- 5, rue Sésame : Il était un monstre
- 50 Cent: Blood on the Sand

## A
- A.R.E.S.: Extinction Agenda (XBLA)
- A-Train HX
- À la croisée des mondes : La Boussole d'or
- Absolute: Blazing Infinity
- Abyss Odyssey (XBLA)
- AC/DC Live: Rock Band Track Pack
- Ace Combat: Assault Horizon
- Ace Combat 6: Fires of Liberation
- Aces of the Galaxy (XBLA)
- Adventure Time: Explore the Dungeon Because I Don't Know!
- Adventures of Shuggy, The (XBLA)
- Aegis Wing (XBLA)
- Afro Samurai
- After Burner Climax (XBLA)
- Agarest: Generations of War
- Agarest: Generations of War Zero
- Âge de glace 3, L': Le Temps des dinosaures
- Âge de glace 4, L' : La Dérive des continents - Jeux de l'Arctique
- Age of Booty (XBLA)
- AionGuard
- Air Conflicts: Pacific Carriers
- Air Conflicts: Secret Wars
- Air Conflicts: Vietnam
- AirMech (XBLA)
- Akai Katana
- Alan Wake
- Alan Wake's American Nightmare (XBLA)
- Alice : Retour au pays de la folie
- Alien Breed Trilogy (XBLA)
- Alien Hominid (XBLA)
- Alien Rage (XBLA)
- Alien Spidy (XBLA)
- Alien: Isolation
- Aliens vs. Predator
- Aliens: Colonial Marines
- All Zombies Must Die! (XBLA)
- All-Pro Football 2K8
- Alone in the Dark
- Alpha Protocol
- Altered Beast (XBLA)
- Amazing Spider-Man, The
- Amazing Spider-Man 2, The
- America's Army: True Soldiers
- Amped 3
- Amy (XBLA)
- Anarchy Reigns
- Ancient Trader (XBLA)
- Ancient World Online
- Angry Birds
- Angry Birds Star Wars
- Angry Birds Trilogy
- Anna (XBLA)
- Anomaly: Warzone Earth (XBLA)
- Apache: Air Assault
- APB: All Points Bulletin
- Apocalypse: Desire Next
- Aqua (XBLA)
- AquaZone: Life Simulator
- Arcana Heart 3
- Arcania: Gothic 4
- Arkadian Warriors (XBLA)
- Arkanoid (XBLA)
- Armored Core 4
- Armored Core: For Answer
- Armored Core V
- Army of Two
- Army of Two : Le 40e jour
- Army of Two : Le Cartel du diable
- Ascend: Hand of Kul (XBLA)
- Ashes Cricket 2009
- Assassin's Creed
- Assassin's Creed II
- Assassin's Creed III
- Assassin's Creed III: Liberation HD (XBLA)
- Assassin's Creed IV Black Flag
- Assassin's Creed Brotherhood
- Assassin's Creed Revelations
- Assassin's Creed Rogue
- Assault Heroes (XBLA)
- Assault Heroes 2 (XBLA)
- Astérix aux Jeux olympiques
- Asteroids (XBLA)
- AstroPop (XBLA)
- Asura's Wrath
- Avatar, le dernier maître de l'air : Le Royaume de la Terre en feu
- Avengers (XBLA)
- Aventures de Tintin, Les : Le Secret de La Licorne
- Aventuriers du rail, Les (XBLA)
- Awesomenauts (XBLA)
- Axel and Pixel (XBLA)

## B
- Babel Rising 3D (XBLA)
- Backbreaker
- Backyard Football '09
- Baconing, The (XBLA)
- Baja 1000
- Baja: Edge of Control
- Bakugan Battle Brawlers
- Band Hero
- Band of Bugs (XBLA)
- Bang Bang Racing (XBLA)
- Bangai-O (XBLA)
- Banjo-Kazooie (XBLA)
- Banjo-Kazooie: Nuts and Bolts
- Banjo-Tooie (XBLA)
- Bankshot Billiards 2 (XBLA)
- Bass Pro Shops: The Strike
- Bastion (XBLA)
- Batman: Arkham Asylum
- Batman: Arkham City
- Batman: Arkham Collection
- Batman: Arkham Origins
- Batman: Arkham Origins Blackgate (XBLA)
- Batman: The Telltale Series (XBLA)
- Battle Fantasia
- Battle for Atlantis
- Battle vs. Chess
- BattleBlock Theater (XBLA)
- Battlefield 2: Modern Combat
- Battlefield 3
- Battlefield 4
- Battlefield 1943 (XBLA)
- Battlefield Hardline
- Battlefield: Bad Company
- Battlefield: Bad Company 2
- Battlestar Galactica (XBLA)
- Battlestations: Midway
- Battlestations: Pacific
- Battlezone (XBLA)
- Bayonetta
- Beat'n Groovy (XBLA)
- The Beatles: Rock Band
- Beautiful Katamari
- Bee Movie : Drôle d'abeille
- Beijing 2008
- Bejeweled 2 (XBLA)
- Bejeweled 3 (XBLA)
- Bejeweled Blitz (XBLA)
- Ben 10 Alien Force: The Rise of Hex (XBLA)
- Ben 10 Alien Force: Vilgax Attacks
- Ben 10 Ultimate Alien: Cosmic Destruction
- Ben 10: Omniverse
- Ben 10: Omniverse 2
- Beyond Good & Evil HD (XBLA)
- Bienvenue chez les Robinson
- Big Bumpin'
- The Bigs
- The Bigs 2
- Binary Domain
- Birds of Steel
- Bionic Commando
- Bionic Commando Rearmed (XBLA)
- Bionic Commando Rearmed 2 (XBLA)
- Bionicle Heroes
- BioShock
- BioShock 2
  - BioShock 2 : L'Antre de Minerve
  - BioShock 2 : Les Épreuves de protecteur
- BioShock Infinite
- Bit.Trip Presents Runner 2: Future Legend of Rhythm Alien
- Black College Football: The Xperience
- Black Eyed Peas Experience, The
- Black Knight Sword (XBLA)
- Black Tiger (XBLA)
- Blacklight: Tango Down (XBLA)
- BlackSite
- Blade Kitten (XBLA)
- Bladestorm : La Guerre de Cent Ans
- BlazBlue: Calamity Trigger
- BlazBlue: Continuum Shift
- Blazing Angels: Squadrons of WWII
- Blazing Angels 2: Secret Missions of WWII
- Bleed (XBLIG)
- Bliss Island (XBLA)
- Blitz: The League
- Blitz: The League II
- Blobbies Wars (XBLA)
- Blocks That Matter (XBLIG)
- Blood Bowl
- Blood Knights (XBLA)
- Blood Stone 007
- Bloodforge (XBLA)
- BloodRayne: Betrayal (XBLA)
- Bloody Good Time (XBLA)
- Blue Dragon
- Blur
- Bodycount
- Bomberman Live (XBLA)
- Bomberman Live: Battlefest (XBLA)
- Bomberman: Act Zero
- Boogie Bunnies (XBLA)
- Book of Unwritten Tales 2, The
- Boom Boom Rocket (XBLA)
- Borderlands
- Borderlands 2
- Borderlands: The Pre-Sequel
- Boulder Dash (XBLA)
- Bound by Flame
- Braid (XBLA)
- Brain Challenge (XBLA)
- Brave: A Warrior's Tale
- Breach (XBLA)
- Brian Lara International Cricket 2007
- Bridge, The (XBLA)
- Brink
- Broken Saints
- Brothers in Arms: Hell's Highway
- Brothers: A Tale of Two Sons (XBLA)
- Brunswick Pro Bowling
- Brütal Legend
- Bubble Bobble Plus! (XBLA)
- Buku Sudoku (XBLA)
- Bullet Witch
- Bulletstorm
- Bully: Scholarship Edition
- Bureau, The: XCOM Declassified
- Burnout Crash! (XBLA)
- Burnout Paradise
- Burnout Revenge

## C
- Cabela's African Safari
- Cabela's Alaskan Adventure
- Cabela's Big Game Hunter
- Cabela's Big Game Hunter 2010
- Cabela's Dangerous Hunts 2009
- Cabela's Dangerous Hunts 2011
- Cabela's Dangerous Hunts 2013
- Cabela's Outdoor Adventures
- Capela's Survival Shadows Of Katmai
- Cabela's Trophy Bucks
- Call of Duty: Advanced Warfare
- Call of Duty: Black Ops
- Call of Duty: Black Ops II
- Call of Duty: Black Ops III
- Call of Duty: Ghosts
- Call of Duty Classic (XBLA)
- Call of Duty 2
- Call of Duty 3 : En marche vers Paris
- Call of Duty 4: Modern Warfare
- Call of Duty: Modern Warfare 2
- Call of Duty: Modern Warfare 3
- Call of Duty: World at War
- Call of Juarez
- Call of Juarez: Bound in Blood
- Call of Juarez: The Cartel
- Call of Juarez: Gunslinger (XBLA)
- Capcom Platinum Hits Triple Pack
- Capsized (XBLA)
- Captain America : Super Soldat
- Captain Blood
- Carcassonne (XBLA)
- Cars
- Cars 2
- Cars 3 (jeu vidéo) : Course vers la victoire
- Cars : La Coupe internationale de Martin
- Cars: Race-O-Rama
- Cartoon Network : Le Choc des héros
- Castle of Shikigami III
- Castle Crashers (XBLA)
- Castle of Illusion (XBLA)
- CastleMiner (XBLIG)
- CastleStorm (XBLA)
- Castlevania: Harmony of Despair (XBLA)
- Castlevania: Lords of Shadow
- Castlevania: Lords of Shadow - Mirror of Fate (XBLA)
- Castlevania: Lords of Shadow 2
- Castlevania: Symphony of the Night (XBLA)
- Catan (XBLA)
- Catherine
- Cave, The (XBLA)
- CellFactor: Psychokinetic Wars (XBLA)
- Champions Online
- Charlie Murder (XBLA)
- Chaos;Head NoAH
- Chaotic
- Chat potté, Le
- Child of Eden
- Child of Light (XBLA)
- Chime (XBLA)
- Chivalry: Medieval Warfare (XBLA)
- Les Chimpanzés de l'espace
- Chromehounds
- Civilization Revolution
- Chronicles of Riddick, The: Assault on Dark Athena
- Chroniques de Spiderwick, Les
- Cinq Légendes, Les
- Cipher Complex
- Civilization Revolution
- Clannad
- Clive Barker's Jericho
- Cloning Clyde (XBLA)
- Cloudberry Kingdom (XBLA)
- Club, The
- Cobalt
- Coffeetime Crosswords (XBLA)
- Colin McRae: Dirt
- Colin McRae: Dirt 2
- College Hoops 2K6
- College Hoops 2K7
- College Hoops 2K8
- Comic Jumper: The Adventures of Captain Smiley (XBLA)
- Comix Zone (XBLA)
- Command and Conquer : Alerte rouge 3
- Command and Conquer 3 : Les Guerres du Tiberium
  - Command and Conquer 3 : La Fureur de Kane
- Commanders: Attack of the Genos (XBLA)
- Commando (XBLA)
- Conan
- Condemned: Criminal Origins
- Condemned 2: Bloodshot
- Conflict: Denied Ops
- Confrontation
- Contrast (XBLA)
- Conveni 200X, The
- Coraline
- Costume Quest (XBLA)
- Costume Quest 2 (XBLA)
- Counter-Strike: Global Offensive (XBLA)
- Coupe du monde FIFA 2006
- Coupe du monde de la FIFA : Afrique du Sud 2010
- Coupe du monde de la FIFA : Brésil 2014
- Crackdown
- Crackdown 2
- Crash : Génération Mutant
- Crash of the Titans
- Crash Time
- Crash Time 2
- Crash Time 3
- Crazy Mouse (XBLA)
- Crazy Taxi (XBLA)
- Crew, The
- Crimson Alliance (XBLA)
- Cross Channel
- Cross Edge Dash
- Crysis
- Crysis 2
- Crysis 3
- Crystal Defenders (XBLA)
- Culdcept Saga
- Cursed Crusade, The
- Cyber Troopers Virtual-On Force (XBLA)
- Cyber Troopers Virtual-On: Operation Moongate (XBLA)
- Cyber Troopers Virtual-On: Oratorio Tangram (XBLA)
- Cyberball (XBLA)

## D
- Damnation
- Dance Central
- Dance Dance Revolution Universe
- Dance Dance Revolution Universe 2
- Dance Dance Revolution Universe 3
- Dancing Stage Universe
- Dancing Stage Universe 2
- Dante's Inferno
- Dark Messiah of Might and Magic
- Dark Sector
- Dark Souls
- Dark Souls II
- Dark Void
- Darkest of Days
- Darkness, The
- Darkness II, The
- Darksiders
- Darksiders II
- Darkstalkers Resurrection (XBLA)
- Darwinia (XBLA)
- Data-Fly
- Days of Thunder (1990) (XBLA)
- Days of Thunder (2011)
- de Blob 2
- Dead Block (XBLA)
- Dead Island
- Dead Island: Riptide
- Dead or Alive 4
- Dead or Alive 5
- Dead or Alive Xtreme 2
- Dead Rising
- Dead Rising 2
- Dead Rising 2: Off the Record
- Dead Space
- Dead Space 2
- Dead Space 3
- Dead Space Ignition (XBLA)
- Dead to Rights: Retribution
- Deadliest Catch: Alaskan Storm
- Deadlight (XBLA)
- Deadly Premonition
- Deadpool
- Deathsmiles
- Def Jam Rapstar
- Def Jam: Icon
- Defender (XBLA)
- Defenders of Ardania (XBLA)
- Defense Grid: The Awakening (XBLA)
- Defiance
- Demons of Mercy
- Destiny
- Destroy All Humans! En route vers Paname !
- Deus Ex: Human Revolution
- Devil May Cry 4
- Devil May Cry: HD Collection
- Diablo III
- Diabolical Pitch (XBLA)
- Diario: Rebirth Moon Legend
- Dig Dug (XBLA)
- Digimon All-Star Rumble
- Diner Dash (XBLA)
- Disney Sing It
- Dirt 3
- Dirt: Showdown
- Dishonored
- Dishwasher, The: Dead Samurai (XBLA)
- Dishwasher, The: Vampire Smile (XBLA)
- Disney Infinity
- Disney Universe
- Disney's DuckTales Remastered
- Divinity 2: Ego Draconis
- DJ Hero
- DJ Hero 2
- DLC Quest (XBLIG)
- DmC: Devil May Cry
- DoDonPachi DaiFukkatsu
- DoDonPachi SaiDaiOuJou
- DoDonPachi Resurrection
- Doom and Destiny (XBLIG)
- Doom II: Hell on Earth (XBLA)
- Doom 3 BFG Edition
- Don King Presents : Prizefighter
- Double Dragon (XBLA)
- Double Dragon: Neon (XBLA)
- Dragon Age: Origins
- Dragon Age: Origins - Awakening
- Dragon Age 2
- Dragon Age: Inquisition
- Dragon Ball Xenoverse
- Dragon Ball: Raging Blast
- Dragon Ball: Raging Blast 2
- Dragon Ball Z: Battle of Z
- Dragon Ball Z: Budokai HD Collection
- Dragon Ball Z: Burst Limit
- Dragon Ball Z for Kinect
- Dragon Ball Z: Ultimate Tenkaichi
- Dragon's Dogma
- Dragon's Dogma: Dark Arisen
- Dragon's Dogma
- Dragon's Dogma: Dark Arisen
- Dragon's Lair (XBLA)
- Dragon
- Dragons
- Dream Club
- Dreamcast Collection
- Dreamkiller
- Driver: San Francisco
- Duke Nukem 3D (XBLA)
- Duke Nukem Forever
- Duke Nukem: Manhattan Project (XBLA)
- Dungeon Defenders (XBLA)
- Dungeon Hero
- Dungeon Siege III
- Dungeons and Dragons: Daggerdale (XBLA)
- Dust: An Elysian Tail (XBLA)
- Dust 514
- Dynasty Warriors 5: Special
- Dynasty Warriors 5 Empires
- Dynasty Warriors 6
- Dynasty Warriors 6 Empires
- Dynasty Warriors 7
- Dynasty Warriors 8
- Dynasty Warriors: Gundam
- Dynasty Warriors: Gundam 2
- Dynasty Warriors: Gundam 3
- Dynasty Warriors: Strikeforce

## E
- EA Sports MMA
- Earth Defense Force 2025
- Earth Defense Force: Insect Armageddon
- Earth No More
- Earthworm Jim HD (XBLA)
- Eat Lead: The Return of Matt Hazard
- Ecco the Dolphin (XBLA)
- Edge of Twilight
- Eets (XBLA)
- El Shaddai: Ascension of the Metatron
- Elder Scrolls IV, The: Oblivion
  - Elder Scrolls IV, The: Shivering Isles
- Elder Scrolls V, The: Skyrim
  - Elder Scrolls V, The: Dawnguard
  - Elder Scrolls V, The: Dragonborn
  - Elder Scrolls V, The: Hearthfire
- Elements of Destruction (XBLA)
- Elveon
- Empire: Alpha Complex
- Enchanted Arms
- Enemy Front
- Enemy Territory: Quake Wars
- Enslaved: Odyssey to the West
- L'Entraîneur 2007
- Epic Mickey 2 : Le Retour des héros
- Eragon
- Escape Dead Island
- Escape Goat (XBLIG)
- Escapists, The
- Espgaluda II
- Eternal Sonata
- Every Extend Extra Extreme (XBLA)
- Every Party
- Evil Within, The
- Exit (XBLA)
- Exit 2 (XBLA)
- Experts, Les : Complot à Las Vegas
- Experts, Les : Morts programmées
- Experts, Les : Préméditation

## F
- F.C. Manager 2007
- F1 2010
- F1 2011
- F1 2012
- F1 2013
- F1 2014
- Fable Anniversary
- Fable II
- Fable II Pub Games
- Fable III
- Fable Heroes
- Fable: The Journey
- FaceBreaker
- Faery: Legends of Avalon
- Fairytale Fights
- Faith and a .45
- Fallout 3
- Fallout: New Vegas
- Family Feud: 2012 Edition
- Fantasia : Le Pouvoir du son
- Far Cry 2
- Far Cry 3
- Far Cry 3: Blood Dragon (XBLA)
- Far Cry 4
- Far Cry Instincts: Predator
- Far East of Eden Ziria: Tales from Distant Jipang
- Farming Simulator 2013
- Farming Simulator 15
- Fatal Fury Special (XBLA)
- Fatal Inertia
- FEAR
- FEAR 2: Project Origin
- FEAR 3
- FEAR Files
- Fez (XBLA)
- FIFA 06 : En route pour la Coupe du monde
- FIFA 07
- FIFA 08
- FIFA 09
- FIFA 10
- FIFA 11
- FIFA 12
- FIFA 13
- FIFA 14
- FIFA 15
- FIFA 16
- FIFA 17
- FIFA 18
- FIFA Street
- FIFA Street 3
- Fight Night Champion
- Fight Night: Round 3
- Fight Night: Round 4
- Fighters Uncaged
- Fighting Vipers (XBLA)
- Final Exam
- Final Fantasy XI
- Final Fantasy XI: Wings of the Goddess
- Final Fantasy XI: Vana'diel Collection 2008
- Final Fantasy XIII
- Final Fantasy XIII-2
- Final Fight (XBLA)
- First Templar, The
- Fist of the North Star: Ken's Rage
- Flashback (2013)
- FlatOut 2
- FlatOut: Ultimate Carnage
- Flock! (XBLA)
- Flotilla (XBLIG)
- Football Manager 2006
- Football Manager 2007
- Football Manager 2008
- Force de défense terrestre 2017
- Forza Horizon
- Forza Horizon 2
- Forza Motorsport 2
- Forza Motorsport 3
- Forza Motorsport 4
- Foul Play (XBLA)
- Fracture
- From Dust (XBLA)
- Front Mission Evolved
- Frontlines: Fuel of War
- Fruit Ninja
- Fuel
- Fuse
- Full Auto
- Fuzion Frenzy 2

## G
- G.I. Joe : Le Réveil du Cobra
- Galaga (XBLA)
- Game of Thrones : Le Trône de fer
- Game of Thrones: A Telltale Games Series (XBLA)
- Gardiens de la Terre du Milieu
- Gauntlet (1985) (XBLA)
- Gauntlet: Seven Sorrows
- Gears of War
- Gears of War 2
- Gears of War 3
- Gears of War: Judgment
- Geometry Wars: Retro Evolved (XBLA)
- Geometry Wars: Retro Evolved 2 (XBLA)
- Goat Simulator
- Golden Axe: Beast Rider
- GoldenEye 007 (2010)
- Gotham City Impostors (XBLA)
- Grand Chelem Tennis 2
- Grand Raid Offroad
- Grand Slam Tennis
- Grand Theft Auto: San Andreas
- Grand Theft Auto IV
  - Grand Theft Auto: The Ballad of Gay Tony (XBLA)
  - Grand Theft Auto: The Lost and Damned (XBLA)
- Grand Theft Auto V
- Grand Theft Auto: Episodes from Liberty City
- Grande Aventure, le jeu vidéo- La
- Grandes Aventures de Wallace et Gromit, Les (XBLA)
- Gray Matter
- Greed Corp (XBLA)
- Green Beret (XBLA)
- Green Day: Rock Band
- Green Lantern : La Révolte des Manhunters
- GRID 2
- GRID Autosport
- GripShift
- Guacamelee! (XBLA)
- Guilty Gear 2: Overture
- Guitar Hero II
- Guitar Hero 3: Legends of Rock
- Guitar Hero World Tour
- Guitar Hero 5
- Guitar Hero Live
- Guitar Hero: Aerosmith
- Guitar Hero: Metallica
- Guitar Hero: Smash Hits
- Guitar Hero: Van Halen
- Guitar Hero: Warriors of Rock
- Gun
- Gun 2: Magruder's Ghost
- Gunstar Heroes (XBLA)
- The Gunstringer
- Guwange (XBLA)
- Gyromancer

## H
- Half-Life 2
  - Half-Life 2: Episode One
  - Half-Life 2: Episode Two
- Half-Minute Hero (XBLA)
- Halo: Combat Evolved Anniversary
- Halo 3
- Halo 3: ODST
- Halo 4
- Halo: Reach
- Halo: Spartan Assault
- Halo Wars
- Handball 16
- Hannah Montana
- Happy Tree Friends: False Alarm (XBLA)
- Hard Corps: Uprising (XBLA)
- Harry Potter et le Prince de sang-mêlé
- Harry Potter et l'Ordre du phénix
- Harry Potter et les Reliques de la Mort : Première Partie
- Harry Potter et les Reliques de la Mort : Deuxième Partie
- Heroes Over Europe
- Hell Yeah! La Fureur du lapin mort (XBLA)
- Hellboy: The Science of Evil
- Heroes over Europe
- Hexic (XBLA)
- High School Musical 3: Senior Year DANCE!
- Highlander
- Hip-Hop Dance Experience, The
- History Channel, The: Battle for the Pacific
- History Channel, The: Civil War - A Nation Divided
- History Civil War: Secret Missions
- Hitman: Absolution
- Hitman: Blood Money
- Hitman HD Trilogy
- Homefront
- Hot Wheels: Beat That!
- Hot Wheels: World's Best Driver
- Hour of Victory
- Hunted: The Demon's Forge
- Huxley: The Dystopia
- Hydrophobia

## I
- I Am Alive
- Idolmaster, The
- Idolmaster, The: Live For You!
- Idolmaster, The: Twins
- IHF Handball Challenge 13
- Ikaruga (XBLA)
- Injustice : Les dieux sont parmi nous
- IL-2 Sturmovik: Birds of Prey
- ilomilo (XBLA)
- Import Tuner Challenge
- Incredible Hulk, The
- Indianapolis 500 Evolution
- Infernal: Hell's Vengeance
- Infinite Undiscovery
- Injustice : Les dieux sont parmi nous
- Insanely Twisted Shadow Planet (XBLA)
- Inversion
- Ion Assault (XBLA)
- Iron Brigade
- Iron Man
- Iron Man 2
- Iron Sky: Invasion
- Islands of Wakfu (XBLA)

## J
- Jade Empire
- James Cameron's Avatar: The Game
- Janline
- Jeopardy!
- Jet Set Radio (XBLA)
- Jetpac Refuelled (XBLA)
- Joe Danger
- Joe Danger 2: The Movie
- Jonah Lomu Rugby Challenge
- Jonah Lomu Rugby Challenge 2
- Joust (XBLA)
- Juiced 2: Hot Import Nights
- Jumper: Griffin's Story
- Jurassic Park: The Game (XBLA)
- Just Cause
- Just Cause 2
- Just Dance 3
- Just Dance 4
- Just Dance 2014
- Just Dance 2015
- Just Dance 2016
- Just Dance 2017
- Just Dance 2018
- Just Dance Kids 2014
- Just Dance: Disney Party 2

## K
- Kameo: Elements of Power
- Kane and Lynch: Dead Men
- Kane and Lynch 2: Dog Days
- Karaoke Revolution Presents American Idol Encore
- Karaoke Revolution Presents American Idol Encore 2
- Kengo: Legend of the 9
- Ketsui: Kizuna Jigoku Tachi EXTRA
- Killer is Dead
- Kinect Adventures
- Kinect Joy Ride
- Kinect Héros : Une aventure Disney-Pixar
- Kinect Sports
- Kinect Star Wars
- King Kong
- The King of Fighters XII
- The King of Fighters XIII
- Kingdoms of Amalur: Reckoning
- Kingdom Under Fire II
- Kingdom Under Fire: Circle of Doom
- KOF: Sky Stage (XBLA)
- Kung Fu Panda

## L
- L.A. Noire
- Là-haut
- Les Lapins Crétins partent en Live
- Lara Croft and the Guardian of Light (XBLA)
- Last Remnant, The
- League Bowling (XBLA)
- Left 4 Dead
- Left 4 Dead 2
- Legend of Kay
- Legendary'
- Légende de Beowulf, La
- Légende de Korra, La
- Légende de Spyro, La : Naissance d'un dragon
- Lego Batman, le jeu vidéo
- Lego Batman 2: DC Super Heroes
- Lego Batman 3 : Au-delà de Gotham
- Lego Dimensions
- Lego Harry Potter : Années 1 à 4
- Lego Harry Potter : Années 5 à 7
- Lego Indiana Jones : La Trilogie originale
- Lego Indiana Jones 2 : L'aventure continue
- Lego Jurassic World
- Lego Le Hobbit
- Lego Le Seigneur des anneaux
- Lego Marvel Super Heroes
- Lego Marvel's Avengers
- Lego Pirates des Caraïbes, le jeu vidéo
- Lego Rock Band
- Lego Star Wars : La Saga complète
- Lego Star Wars 2 : La Trilogie originale
- Lego Star Wars 3: The Clone Wars
- Lego Star Wars : Le Réveil de la Force
- Leisure Suit Larry: Box Office Bust
- Life Is Strange
- Lightning Returns: Final Fantasy XIII
- Limbo (XBLA)
- Lips
- Lips: Canta en Español
- Lips: Number One Hits
- LMNO
- LocoCycle
- Lode Runner (1983) (XBLA)
- Lollipop Chainsaw
- Londres 2012
- Looney Tunes: Acme Arsenal
- Lost : Les Disparus, le jeu vidéo
- Lost Odyssey
- Lost Planet 2
- Lost Planet: Extreme Condition
- Lost Planet 3
- Lost Planet: Colonies
- Love Football
- Lovely Planet
- Lucha Libre AAA: Héroes del Ring
- Lucidity (XBLA)
- Lumines (XBLA)
- Luxor 2

## M
- Mad Riders (XBLA)
- Mad Tracks (XBLA)
- Madagascar 2
- Madden NFL 06
- Madden NFL 07
- Madden NFL 08
- Madden NFL 09
- Madden NFL 10
- Madden NFL 11
- Madden NFL 12
- Madden NFL 13
- Madden NFL 15
- Madden NFL 16
- Madden NFL 17
- Madden NFL 25
- Mafia II
- Magna Carta II
- Magrunner: Dark Pulse (XBLA)
- Majin and the Forsaken Kingdom
- Major League Baseball 2K6
- Major League Baseball 2K7
- Major League Baseball 2K8
- Major League Baseball 2K9
- Major League Baseball 2K10
- Major League Baseball 2K11
- Major League Baseball 2K12
- Major League Baseball 2K13
- Mamoru-kun wa Norowarete Shimatta
- Marathon 2: Durandal (XBLA)
- Marble Blast (XBLA)
- Mark of the Ninja (XBLA)
- Mars: War Logs (XBLA)
- Marvel Avengers: Battle for Earth
- Marvel vs. Capcom 2: New Age of Heroes (XBLA)
- Marvel vs. Capcom 3: Fate of Two Worlds
- Marvel vs. Capcom Origins (XBLA)
- Marvel: Ultimate Alliance
- Marvel: Ultimate Alliance 2
- Mass Effect
- Mass Effect 2
- Mass Effect 3
- Maw, The (XBLA)
- Max et les Maximonstres
- Max Payne (XBLA)
- Max Payne 3
- Max: The Curse of Brotherhood
- Medal of Honor
- Medal of Honor: Airborne
- Medal of Honor: Warfighter
- Mega Man 9 (XBLA)
- Mega Man 10 (XBLA)
- Mémoire dans la peau, La
- Memories Off 6 Double Pack
- Memories Off 6: Next Relation
- Memories Off 6: T-wave
- Men in Black: Alien Crisis
- Mercenaries 2 : L'Enfer des favelas
- Mésaventures de P.B. Winterbottom, Les (XBLA)
- Metal Arms: Glitch in the System
- Metal Gear Rising: Revengeance
- Metal Gear Solid: HD Collection
- Metal Gear Solid 3: Snake Eater (XBLA)
- Metal Gear Solid V: Ground Zeroes
- Metal Gear Solid V: The Phantom Pain
- Metal Slug (XBLA)
- Metal Slug 2 (XBLA)
- Metal Slug 3 (XBLA)
- Metal Slug 7 (XBLA)
- Meteos (XBLA)
- Metro 2033
- Metro: Last Light
- Michael Jackson: The Experience
- Microsoft Children's Miracle Network Games Bundle
- Midnight Club: Los Angeles
- Might and Magic: Clash of Heroes (XBLA)
- Might and Magic: Duel of Champions
- Mighty No. 9 (XBLA)
- Minecraft: Xbox 360 Edition
- Minecraft: Story Mode
- Minecraft: Story Mode - Saison 2
- Mini Ninjas
- Mirror's Edge
- Missile Command (XBLA)
- Mission-G
- MLB Front Office Manager
- Mobile Ops: The One Year War
- Monaco
- Monde de Narnia, Le : Le Prince Caspian
- Momotaro Dentetsu 16 GOLD
- Monkey Island 2: LeChuck's Revenge (XBLA)
- Monopoly
- Monopoly Plus
- Monster Jam
- Monster Madness: Battle for Suburbia
- Monster World IV (XBLA)
- Monstres contre aliens
- Mortal Kombat (2011)
- Mortal Kombat Arcade Kollection (XBLA)
- Mortal Kombat vs. DC Universe
- MotionSports
- MotionSports Adrenaline
- MotoGP '06
- MotoGP '07
- MotoGP '08
- MotoGP 09/10
- MotoGP 13
- MotoGP 14
- Mr. Driller Online (XBLA)
- Ms. Pac-Man (XBLA)
- Ms. Splosion Man (XBLA)
- Muchi Muchi Pork
- Multiwinia (XBLA)
- Murdered: Soul Suspect
- Mushihime-Sama
- MX vs. ATV Untamed
- My Horse and Me 2
- MySims SkyHeroes

## N
- N+ (XBLA)
- Namco Museum Virtual Arcade
- Naruto Shippūden: Ultimate Ninja Storm 2
- Naruto Shippūden: Ultimate Ninja Storm 3
- Naruto Shippūden: Ultimate Ninja Storm 4
- Naruto Shippūden: Ultimate Ninja Storm Generations
- Naruto Shippūden: Ultimate Ninja Storm Revolution
- Naruto: The Broken Bond
- Naruto: Rise of a Ninja
- NASCAR 08
- NASCAR 09
- NASCAR '14
- Naughty Bear
- Naval Assault: The Killing Tide
- NBA 2K6
- NBA 2K7
- NBA 2K8
- NBA 2K9
- NBA 2K10
- NBA 2K11
- NBA 2K12
- NBA 2K13
- NBA 2K14
- NBA 2K15
- NBA 2K16
- NBA 2K17
- NBA 2K18
- NBA Ballers: Chosen One
- NBA Live 06
- NBA Live 07
- NBA Live 08
- NBA Live 09
- NBA Live 10
- NBA Street Homecourt
- NCAA Basketball 09
- NCAA Basketball 10
- NCAA Football 07
- NCAA Football 08
- NCAA Football 09
- NCAA Football 10
- NCAA Football 11
- NCAA Football 12
- NCAA Football 13
- NCAA Football 14
- NCAA March Madness 07
- NCAA March Madness 08
- NCIS : The Game
- Need for Speed: Carbon
- Need for Speed: Hot Pursuit
- Need for Speed: Most Wanted (2005) (XBLA)
- Need for Speed: Most Wanted (2012)
- Need for Speed: ProStreet
- Need for Speed: Rivals
- Need for Speed: The Run
- Need for Speed: Shift
- Need for Speed: Undercover
- NeoGeo Battle Coliseum (XBLA)
- NeverDead
- NFL Head Coach 09
- NFL Tour
- NHL 2K6
- NHL 2K7
- NHL 2K8
- NHL 2K9
- NHL 2K10
- NHL 07
- NHL 08
- NHL 09
- NHL 10
- NHL 11
- NHL 12
- NHL 13
- NHL 14
- NHL 15
- Nier
- Nights into Dreams
- Ninety-Nine Nights
- Ninety-Nine Nights II
- Ninja Blade
- Ninja Gaiden (2004) (XBLA)
- Ninja Gaiden II
- Ninja Gaiden 3
- Ninja Gaiden 3: Razor's Edge
- No More Heroes: Heroes' Paradise
- NPPL Championship Paintball Breakout 2009
- Nuit au musée 2, La

## O
- Of Orcs and Men
- OneChanbara: Bikini Samurai Squad
- Open Season
- Operation Darkness
- Operation Flashpoint: Dragon Rising
- Operation Flashpoint: Red River
- Orcs Must Die! (XBLA)
- Otomedius G
- Outfit, The
- Outland
- Outpost Kaloki X (XBLA)
- Outsider, The
- Over G Fighters
- OutRun Online Arcade
- Overlord
- Overlord II

## P
- Pac-Man (XBLA)
- Pac-Man Championship Edition (XBLA)
- Pac-Man et les Aventures de fantômes
- Pac-Man et les Aventures de fantômes 2
- Pac-Man Museum (XBLA)
- Painkiller: Hell and Damnation
- Paperboy
- Parrain, Le
- Parrain 2, Le
- Payday 2 (XBLA)
- Pékin 2008
- Peggle (XBLA)
- Perfect Dark (XBLA)
- Perfect Dark Zero
- Persona 4: Arena
- Persona 4 Arena Ultimax
- Phantasy Star II (XBLA)
- Phantasy Star Universe
- Phantom Breaker
- Phantom: Requiem for the Phantom
- Pid (XBLA)
- Pier Solar and the Great Architects
- Pimp My Ride
- Pinball FX (XBLA)
- Pinball FX 2 (XBLA)
- Pinball Hall of Fame: The Williams Collection
- Pirates of the Caribbean: Armada of the Damned
- Pirates des Caraïbes : Jusqu'au bout du monde
- Planète 51
- Plantes contre zombies (XBLA)
- Plants vs. Zombies: Garden Warfare
- PocketBike Racer
- PopCap Arcade Volume 1
- PopCap Arcade Volume 2
- Port Royale 3
- Portal (XBLA)
- Portal 2
- Postal III
- The Precursors
- PowerUp Heroes
- Prey
- Prince of Persia (1989) (XBLA)
- Prince of Persia (2008)
- Prince of Persia : Les Sables oubliés
- Prison Architect
- Prison Break: The Conspiracy
- Pro Cycling Manager Saison 2011
- Pro Cycling Manager Saison 2012
- Pro Evolution Soccer 6
- Pro Evolution Soccer 2008
- Pro Evolution Soccer 2009
- Pro Evolution Soccer 2010
- Pro Evolution Soccer 2011
- Pro Evolution Soccer 2012
- Pro Evolution Soccer 2013
- Pro Evolution Soccer 2014
- Pro Evolution Soccer 2015
- Pro Evolution Soccer 2016
- Pro Evolution Soccer 2017
- Pro Evolution Soccer 2018
- Pro Yakyuu Spirits 3
- Probotector (XBLA)
- Probotector II: Return of the Evil Forces (XBLA)
- Project Gotham Racing 3
- Project Gotham Racing 4
- Project Sylpheed
- Prototype
- Prototype 2
- Psychopath
- Puddle (XBLA)
- Pure
- Pure Football
- Puzzle Bobble (XBLA)
- Puzzle Quest: Challenge of the Warlords

 Painkiller

## Q
- Quake II
- Quake III Arena (XBLA)
- Quake 4
- Quantum Conundrum
- Quantum Theory
- Quatre Fantastiques et le Surfer d'argent, Les

## R
- R.I.P.D. The Game
- R.U.S.E.
- R-Type (XBLA)
- R-Type II (XBLA)
- Race Driver: GRID
- Race Pro
- Rainy Woods
- Rage
- Raiden IV
- Raiden Fighters Aces
- Rambo: The Video Game
- Rapala Fishing Frenzy 2009
- Rapala for Kinect
- Rapala Pro Bass Fishing 2010
- Rapala Tournament Fishing!
- Ratatouille
- Raven Squad: Operation Hidden Dagger
- Rayman 3: Hoodlum Havoc (XBLA)
- Rayman contre les lapins crétins
- Rayman Legends
- Rayman Origins
- RayStorm (XBLA)
- Rebelle
- Rebelles de la forêt, Les
- Recoil: Retrograd
- Red Dead Redemption
  - Red Dead Redemption: Undead Nightmare
- Red Faction: Armageddon
- Red Faction: Battlegrounds (XBLA)
- Red Faction: Guerrilla
- Rekoil
- Remember Me
- Renegade Ops
- Resident Evil (2002)
- Resident Evil 4 (XBLA)
- Resident Evil 5
- Resident Evil 6
- Resident Evil: Code Veronica (XBLA)
- Resident Evil: Operation Raccoon City
- Resident Evil: Revelations
- Resident Evil: Revelations 2
- Resonance of Fate
- Retro City Rampage (XBLA)
- Revolver360 (XBLIG)
- Rez (XBLA)
- Ride
- Ride to Hell
- Ridge Racer 6
- Ridge Racer Unbounded
- Rise of the Argonauts
- Rise of the Tomb Raider
- Risen
- Risen 2: Dark Waters
- Risen 3: Titan Lords
- Robotics;Notes
- Robotron: 2084 (XBLA)
- Rock Band
- Rock Band 2
- Rock Band 3
- Rock Revolution
- Rock of Ages
- Rocket Knight (XBLA)
- Rocksmith
- Rocksmith 2014
- Rockstar Games présente : Table Tennis
- Rogue Warrior
- Rois de la glisse, Les
- Royaumes d'Amalur, Les : Reckoning
- Rugby 15
- Rugby Challenge 2
- Rugby League Live 3
- Rugby World Cup 2011
- Rumble Roses XX

## S
- Saboteur, The
- Sacred 2: Fallen Angel
- Sacred 3
- Sacred Citadel
- Saints Row
- Saints Row 2
- Saints Row: The Third
- Saints Row IV
- Salvation
- Sam and Max : Sauvez le monde (XBLA)
- Sam and Max : Au-delà du temps et de l'espace (XBLA)
- Samurai Shodown (XBLA)
- Samurai Shodown II (XBLA)
- Samurai Shodown: Edge of Destiny
- Samurai Warriors 2
- Samurai Warriors 2 Empires
- Samurai Warriors 2 Xtreme Legends
- Saw
- Saw II: Flesh and Blood
- SBK-08 Superbike World Championship
- SBK-09 Superbike World Championship
- Scarygirl (XBLA)
- Scene It? Box Office Smash
- Scene It? Bright Lights! Big Screen!
- Scene It? Lights, Camera, Action
- SCORE International Baja 1000
- Scott Pilgrim contre le Monde, le jeu (XBLA)
- Scramble (XBLA)
- Scratch: The Ultimate DJ
- ScreamRide
- Secret of Monkey Island, The (XBLA)
- Secret Service: Ultimate Sacrifice
- Secret World, The
- Section 8
- Sega Bass Fishing
- Sega Mega Drive Ultimate Collection
- Sega Rally
- Sega Superstars Tennis
- Seigneur des anneaux, Le : L'Âge des conquêtes
- Seigneur des anneaux, Le : La Bataille pour la Terre du Milieu II
- Seigneur des anneaux, Le : La Guerre du Nord
- Sensible World of Soccer (XBLA)
- Serious Sam : Premier Contact (XBLA)
- Serious Sam : Second Contact (XBLA)
- Serious Sam 3: BFE
- Serious Sam: Double D
- Shadow of Aten, The
- Shadowrun
- Shadow Complex
- Shadows of the Damned
- Shank (XBLA)
- Shank 2 (XBLA)
- Shaun White Snowboarding
- Shaun White Skateboarding
- Shellshock 2: Blood Trails
- Sherlock Holmes : Crimes et Châtiments
- Sherlock Holmes contre Jack l'Éventreur
- Shift 2: Unleashed
- Shinobi (1987) (XBLA)
- Shoot Many Robots (XBLA)
- Shooting Love, 200X
- Shred Nebula (XBLA)
- Shrek le troisième
- Sid Meier's Pirates! (2004)
- Silent Hill HD Collection
- Silent Hill: Downpour
- Silent Hill: Homecoming
- Simpson, le jeu - Les
- Sine Mora (XBLA)
- Singularity
- Six Days in Fallujah
- Skate
- Skate 2
- Skate 3
- Ski Doo: Snowmobile Challenge
- Skullgirls
- Skulls of the Shogun
- Sky Gods
- Skylanders: Giants
- Skylanders: Imaginators
- Skylanders: Spyro's Adventure
- Skylanders: SuperChargers
- Skylanders: Swap Force
- Skylanders: Trap Team
- Sleeping Dogs
- Slender: The Arrival
- Small Arms (XBLA)
- Smash Court Tennis 3
- Smash TV (XBLA)
- Sneak King
- Sniper Elite V2
- Sniper Elite III
- Ghost Warrior
- Sniper: Ghost Warrior 2
- Solar 2 (XBLIG)
- Soldats inconnus : Mémoires de la Grande Guerre
- Soldier of Fortune: Payback.
- Song of the Deep
- Sonic Adventure (XBLA)
- Sonic and All-Stars Racing Transformed
- Sonic and Knuckles (XBLA)
- Sonic and Sega All-Stars Racing
- Sonic CD (XBLA)
- Sonic Free Riders
- Sonic Generations
- Sonic the Hedgehog (1991) (XBLA)
- Sonic the Hedgehog (2006)
- Sonic the Hedgehog 2 (XBLA)
- Sonic the Hedgehog 3 (XBLA)
- Sonic the Hedgehog 4: Episode 1 (XBLA)
- Sonic the Hedgehog 4: Episode 2 (XBLA)
- Sonic Unleashed : La Malédiction du Hérisson
- SOS Fantômes, le jeu vidéo
- SoulCalibur (XBLA)
- SoulCalibur IV
- SoulCalibur V
- South Park : Le Bâton de la vérité
- Space Channel 5: Part 2 (XBLA)
- Space Giraffe (XBLA)
- Space Invaders Extreme (XBLA)
- Space Invaders Infinity Gene (XBLA)
- Spartacus Legends
- Spec Ops: The Line
- Spectral Force 3: Innocent Rage
- Speedball 2: Brutal Deluxe (XBLA)
- Spelunky (XBLA)
- Spider-Man : Allié ou Ennemi
- Spider-Man : Aux frontières du temps
- Spider-Man : Dimensions
- Spider-Man : Le Règne des ombres
- Spider-Man 3
- Splatterhouse
- Splatters, The (XBLA)
- Split/Second Velocity
- 'Splosion Man (XBLA)
- SpongeBob's Truth or Square
- Squeeballs
- SSX
- Stacking (XBLA)
- Star Ocean: The Last Hope
- Star Raiders (2011) (XBLA)
- Star Trek (2013)
- Star Trek: D·A·C
- Star Trek: Legacy
- Star Wars: The Clone Wars - Les Héros de la République
- Star Wars : Le Pouvoir de la Force
- Star Wars : Le Pouvoir de la Force - Ultimate Sith Edition
- Star Wars : Le Pouvoir de la Force 2
- State of Decay
- Steel Battalion: Heavy Armor
- Steins;Gate
- Stoked
- Stormrise
- Stranglehold
- Street Fighter II': Hyper Fighting (XBLA)
- Street Fighter IV
- Street Fighter X Tekken
- Strike Witches
- Stuntman: Ignition
- Summer Athletics: The Ultimate Challenge
- Sundown
- Super Meat Boy (XBLA)
- Super Robot Wars XO
- Super Star
- Super Puzzle Fighter II Turbo (XBLA)
- Super Street Fighter II Turbo HD
- Super Street Fighter II Turbo HD Remix (XBLA)
- Super Street Fighter IV
- Super Street Fighter IV: Arcade Edition
- Super Time Force
- Superman Returns
- Superstars V8 Racing
- Supreme Commander
- Supreme Commander 2
- Syberia (XBLA)
- Syndicat (2012)

## T
- T.E.C 3001 (XBLIG)
- Tales from the Borderlands (XBLA)
- Tales of Vesperia
- Tayutama: Kiss on my Deity
- Team Fortress 2
- Teenage Mutant Hero Turtles (XBLA)
- Teenage Mutant Ninja Turtles : Depuis les ombres (XBLA)
- Teenage Mutant Ninja Turtles : Des mutants à Manhattan
- Teenage Mutant Ninja Turtles: Turtles in Time Re-Shelled (XBLA)
- Tekken 6
- Tekken Tag Tournament 2
- Tempest (XBLA)
- Tempête de boulettes géantes
- Tenchu Z
- Terminator Renaissance
- Terra: Formations
- Terraria
- Terre du Milieu, La : L'Ombre du Mordor
- Test Drive Unlimited
- Test Drive Unlimited 2
- Test Drive: Ferrari Racing Legends
- Testament de Sherlock Holmes, Le
- Tetris Evolution
- Tetris: The Grand Master Ace
- Theseis
- Thief
- Things on Wheels (XBLA)
- This is Vegas
- Thrillville : Le Parc en folie
- Time Pilot (XBLA)
- TimeShift
- Titanfall
- Tiger Woods PGA Tour 06
- Tiger Woods PGA Tour 07
- Tiger Woods PGA Tour 08
- Tiger Woods PGA Tour 09
- Tiger Woods PGA Tour 10
- Tiger Woods PGA Tour 11
- Tiger Woods PGA Tour 12
- Tiger Woods PGA Tour 13
- Tiger Woods PGA Tour 14
- Time Leap
- TimeShift
- Titanfall
- TMNT
- TNA iMPACT!
- Tom Clancy's EndWar
- Tom Clancy's Ghost Recon Advanced Warfighter
- Tom Clancy's Ghost Recon Advanced Warfighter 2
- Tom Clancy's Ghost Recon: Future Soldier
- Tom Clancy's HAWX
- Tom Clancy's HAWX 2
- Tom Clancy's Rainbow Six: Vegas
- Tom Clancy's Rainbow Six: Vegas 2
- Tom Clancy's Splinter Cell: Blacklist
- Tom Clancy's Splinter Cell: Conviction
- Tom Clancy's Splinter Cell: Double Agent
- Tomb Raider
- Tomb Raider: Anniversary
- Tomb Raider: Legend
- Tomb Raider: Underworld
- Tomoyo After: It's a Wonderful Life CS Edition
- Tony Hawk's American Wasteland
- Tony Hawk's Pro Skater 5
- Tony Hawk's Pro Skater HD (XBLA)
- Tony Hawk's Project 8
- Tony Hawk's Proving Ground
- Tony Hawk: Ride
- Tony Hawk: Shred
- Too Human
- Top Spin 2
- Top Spin 3
- Top Spin 4
- Torchlight (XBLA)
- Torino 2006
- Tornado Outbreak
- Totems
- Tour de France 2011
- Tour de France 2012
- Tour de France 2013
- Tour de France 2014
- Tower Bloxx (XBLA)
- Toy Soldiers (XBLA)
- Toy Soldiers: Cold War (XBLA)
- Toy Story 3
- Toy Story Mania!
- Toybox Turbos (XBLA)
- Transformers : La Chute de Cybertron
- Transformers : La Guerre pour Cybertron
- Transformers, le jeu
- Transformers : La Revanche
- Transformers 3 : La Face cachée de la Lune
- Transformers: Devastation
- Transformers: Rise of the Dark Spark
- Trials Evolution
- Trials Fusion (XBLA)
- Trials HD
- Trigger Heart Exelica (XBLA)
- Trine 2 (XBLA)
- Trivial Pursuit
- Tron (XBLA)
- Tron: Evolution
- Tropico 3
- Tropico 4
- Tropico 5
- Trouble☆Witches (XBLA)
- Tsuushin Taisen Mahjong Touryuumon
- Turning Point: Fall of Liberty
- Turok (2008)
- Two Worlds
- Two Worlds II

## U
- UEFA Champions League 2006-2007
- UEFA Euro 2008
- UEFA Euro 2012
- UFC 2009 Undisputed
- UFC 2010 Undisputed
- UFC Undisputed 3
- Ultimate Marvel vs. Capcom 3
- Ultimate Mortal Kombat 3 (XBLA)
- Under Defeat HD (XBLA)
- Universe at War: Earth Assault
- Unreal Tournament 3
- Unstoppable Gorg

## V
- Vampire Rain
- Vancouver 2010
- Vanquish
- Velvet Assassin
- Venetica
- Versus Tactical Action
- Vigilante 8 (XBLA)
- Vigilante 8 Arcade (XBLA)
- Viking: Battle for Asgard
- Virtua Fighter 2
- Virtua Fighter 5 Online
- Virtua Tennis 2009
- Virtua Tennis 3
- Virtua Tennis 4
- Virtua Tennis 2009
- Viva Piñata
- Viva Piñata: Party Animals
- Viva Piñata 2 : Pagaille au paradis
- Volt, star malgré lui
- Voodoo Dice (XBLA)
- Voodoo Nights

## W
- Walking Dead, The (XBLA)
- Walking Dead, The : Saison 2
- Walking Dead, The: Michonne
- Walking Dead, The: Survival Instinct
- Wall, The
- WALL-E
- Wanted : Les Armes du destin
- Warface
- Warhammer: Mark of Chaos - Battle March
- Warhammer 40,000: Kill Team (XBLA)
- Warhammer 40,000: Space Marine
- Warlords (1980) (XBLA)
- Warriors Orochi
- Warriors Orochi 2
- Warriors Orochi 3
- Warriors: Legends of Troy
- WarTech: Senko no Ronde
- Watch Dogs
- Watchmen: The End is Nigh
- Way of the Samurai 3
- WET
- Wheelman
- Wing Commander: Arena (XBLA)
- Witcher 2, The: Assassins of Kings
- Witches
- Winter Sports 2: The Next Challenge
- Wolf Among Us, The
- Wolfenstein
- Wolfenstein 3D (XBLA)
- Wolfenstein: The New Order
- World Championship Poker
- World of Tanks
- World Snooker Championship 2007
- World Series of Poker 2008: Battle for the Bracelets
- World Series of Poker: Tournament of Champions
- Worms (2007) (XBLA)
- Worms 2: Armageddon (XBLA)
- Worms Armageddon (XBLA)
- Worms: Revolution (XBLA)
- Worms: Ultimate Mayhem (XBLA)
- Wrestle Kingdom
- WRC 3: FIA World Rally Championship
- WRC 5
- WRC Powerslide
- Wrestle Kingdom
- WSC REAL 08: World Snooker Championship
- WWE '12
- WWE '13
- WWE 2K14
- WWE 2K15
- WWE 2K16
- WWE 2K17
- WWE All Stars
- WWE Legends of WrestleMania
- WWE SmackDown vs. Raw 2007
- WWE SmackDown vs. Raw 2008
- WWE SmackDown vs. Raw 2009
- WWE SmackDown vs. Raw 2010
- WWE SmackDown vs. Raw 2011

## X
- X-Blades
- X-Men (XBLA)
- X-Men Origins: Wolverine
- X-Men, le jeu officiel
- X-Men: Destiny
- Xbox Live Arcade Unplugged Vol. 1
- XCOM: Enemy Unknown
- XCOM: Enemy Within
- Xevious

## Y
- Yaiba: Ninja Gaiden Z
- Yie Ar Kung-Fu (XBLA)
- You Don't Know Jack
- You're in the Movies
- Young Justice: Legacy
- Your Shape: Fitness Evolved
- Your Shape: Fitness Evolved 2012

## Z
- Zegapain NOT
- Zegapain XOR
- Zeit²
- Zeno Clash (XBLA)
- Zeno Clash II
- Zoids Assault
- Zoids Infinity EX Neo
- Zombeer
- Zombie Driver
- Zone of the Enders HD Collection
- Zoo Tycoon
- Zuma (XBLA)